# Малківка
Ма́лківка — село в Україні, у Прилуцькому районі Чернігівської області. Населення становить 646 осіб. Входить до складу Сухополов'янської сільської громади.

## Історія
Найдавніше знаходження на мапах 1826-1840 рік як Маньковка
У 1862 році у селищі володарському  Малківка ( Судевщина ) було 86 дворів де жило 723 особи
У 1911 році у селищі Ма́лківка земська школа та жило 1050 осіб
До 2019 року орган місцевого самоврядування — Малківська сільська рада.

## Населення

### Мова
Розподіл населення за рідною мовою за даними перепису 2001 року:
| Мова            | Кількість | Відсоток |
| --------------- | --------- | -------- |
| українська      | 607       | 93.96%   |
| російська       | 36        | 5.58%    |
| білоруська      | 1         | 0.15%    |
| інші/не вказали | 2         | 0.31%    |
| Усього          | 646       | 100%     |

## Відомі люди
- Величко Костянтин (1895 або 1894 — ?) — член Української Центральної Ради.